# Paul Doumer

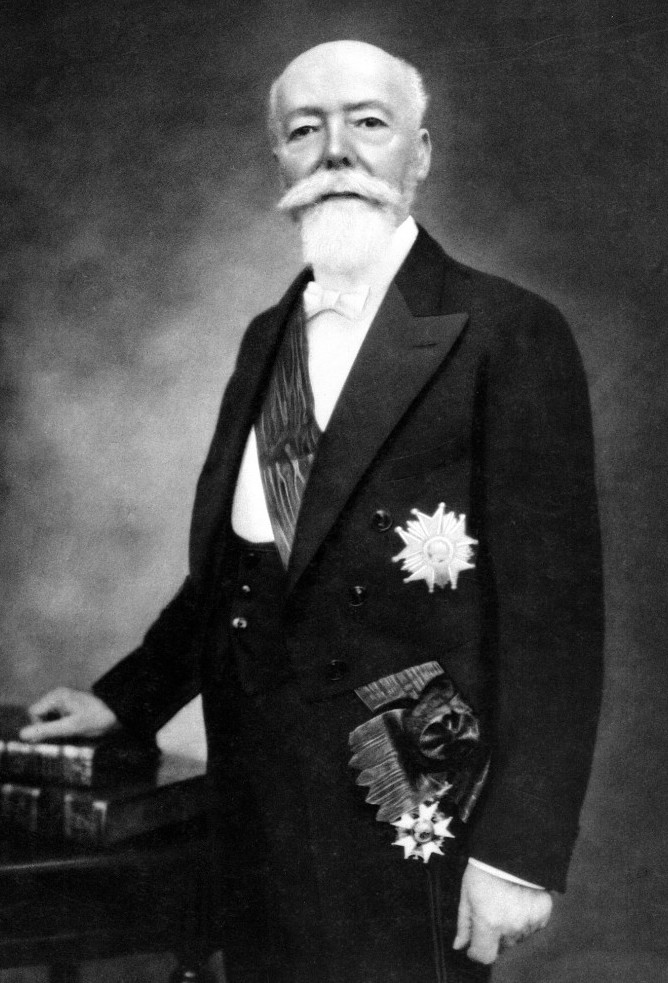
Paul Doumer, 1931

Paul Doumer [pɔl duˈmɛːʀ] (* 22. März 1857 in Aurillac, Frankreich; † 7. Mai 1932 in Paris, Frankreich) war ein französischer Staatsmann und vorletzter Präsident der Dritten Republik (1931–1932). Er war Generalgouverneur von Indochina (1897–1902) und bekleidete mehrfach das Amt des Finanzministers (von 1895–1896, 1921–1922, 1925–1926).

## Leben

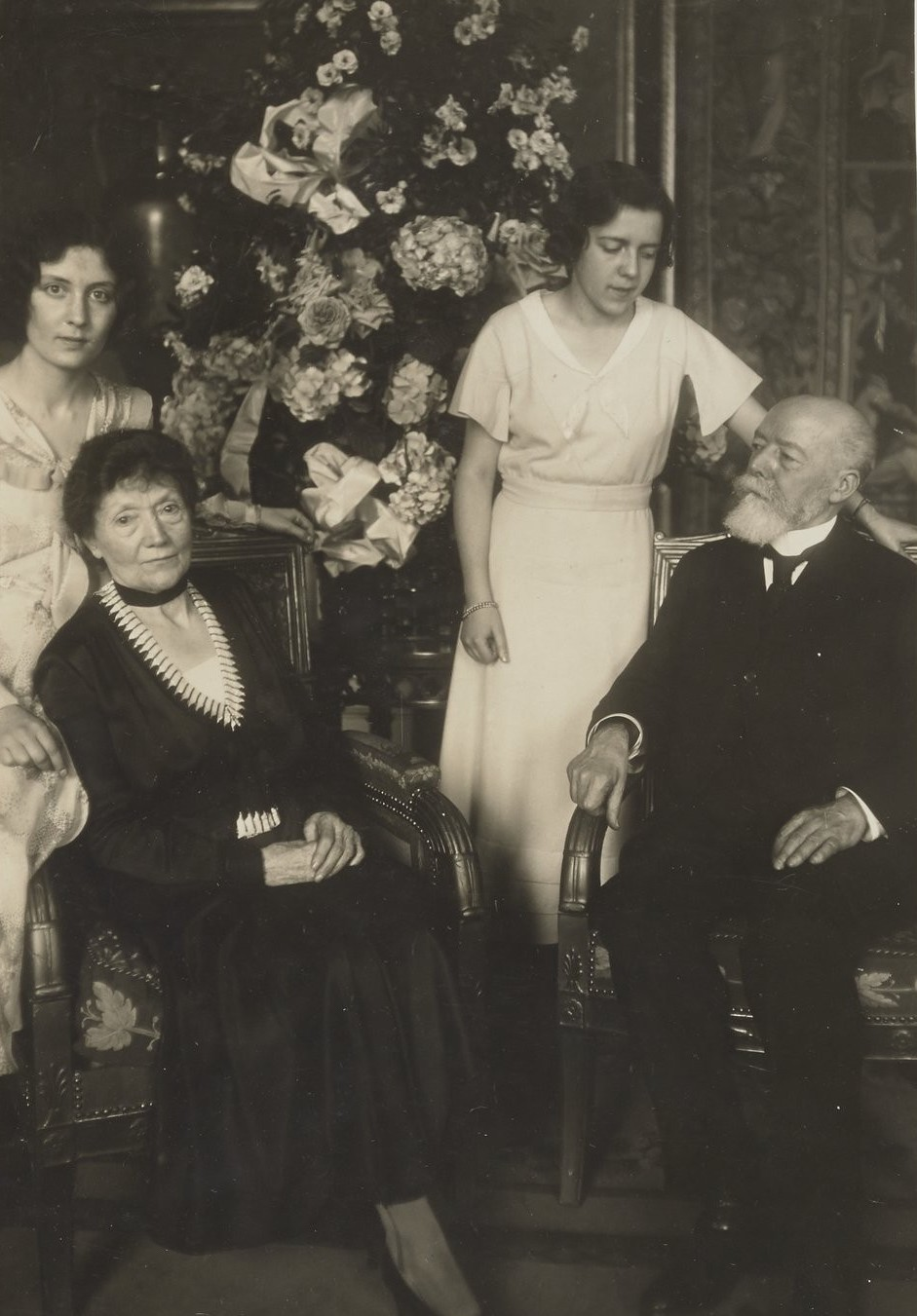
Paul und Blanche Doumer mit ihren Töchtern Hélène und Germaine (1932)

Der früh verwaiste Sohn einer Arbeiterfamilie war zunächst Mathematiklehrer, bevor er sich dem Journalismus zuwandte. 1878 heiratete er Blanche Richel (1859–1933), mit der er acht Kinder hatte. 1888 wurde er in einem Wahlkreis des Départements Aisne erstmals zum Parlamentsabgeordneten gewählt. Als hochgradiger Freimaurer im Grand-Orient schloss er sich in der Abgeordnetenkammer – als deren Präsident er von 1905 bis 1906 fungierte – der Fraktion der Parti radicale an. 1912 wurde er in Korsika zum Senator gewählt. 1927 wählte der Senat Doumer, von dem vier Söhne im Ersten Weltkrieg gefallen waren, zu seinem Präsidenten.
1906 unterlag er bei der Wahl zum französischen Staatspräsidenten Armand Fallières. Den Höhepunkt seiner politischen Karriere erreichte er am 13. Mai 1931, als er diese Wahl im zweiten Durchgang gegen Aristide Briand gewann. Am 6. Mai 1932 wurde er während des laufenden Wahlkampfs zur Abgeordnetenkammer Opfer eines Attentats. Bei der Eröffnung einer Buchmesse in Paris feuerte am frühen Nachmittag der russische Emigrant Pawel Gorgulow (in französischer Schreibweise Paul Gorguloff) mehrmals auf Doumer. Dieser trug schwere Verletzungen davon.
In einem Pariser Krankenhaus wurde er von dem Chirurgen Antonin Gosset versorgt. Eine der zwei Kugeln war durch den Schädel gedrungen und hatte gegen 20 Uhr eine starke Hirnblutung erkennen lassen, die noch in derselben Nacht zum Tod Doumers führte.
Nach Doumer sind die Doumer-Insel und der Doumer Hill in der Antarktis benannt. In dem Fernsehfilm La Séparation zur Debatte über das Gesetz zur Trennung von Kirche und Staat wurde er von Michael Lonsdale dargestellt. Er war Träger des Großkreuzes der Ehrenlegion.
Paul Doumer ist auf dem Friedhof in Vaugirard begraben. Nach seinem Tode hatte man der Witwe angeboten, ihn im Panthéon zu bestatten, was sie mit den Worten abwies: „Sie haben ihn mir sein ganzes Leben lang weggenommen, sie haben ihn mir getötet. Ich möchte wenigstens im Tod bei ihm sein.“
Paul Doumer ist Absolvent des Conservatoire national des arts et métiers.